# Uredo tessariae
Uredo tessariae é uma espécie  do gênero Uredo.  